# Allogona townsendiana
Allogona townsendiana är en snäckart som först beskrevs av I. Lea 1838.  Allogona townsendiana ingår i släktet Allogona och familjen Polygyridae. Inga underarter finns listade i Catalogue of Life.

## Bildgalleri

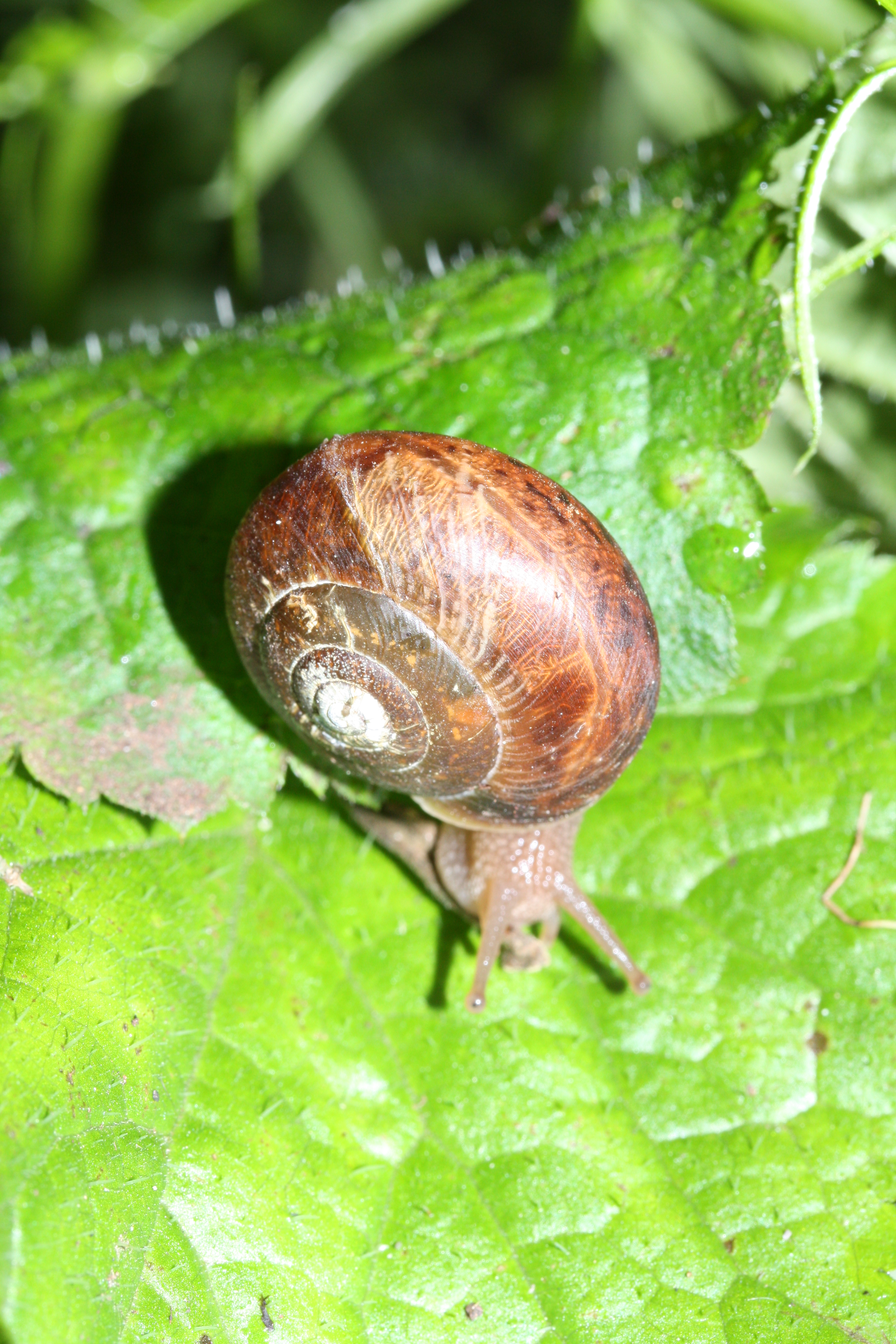
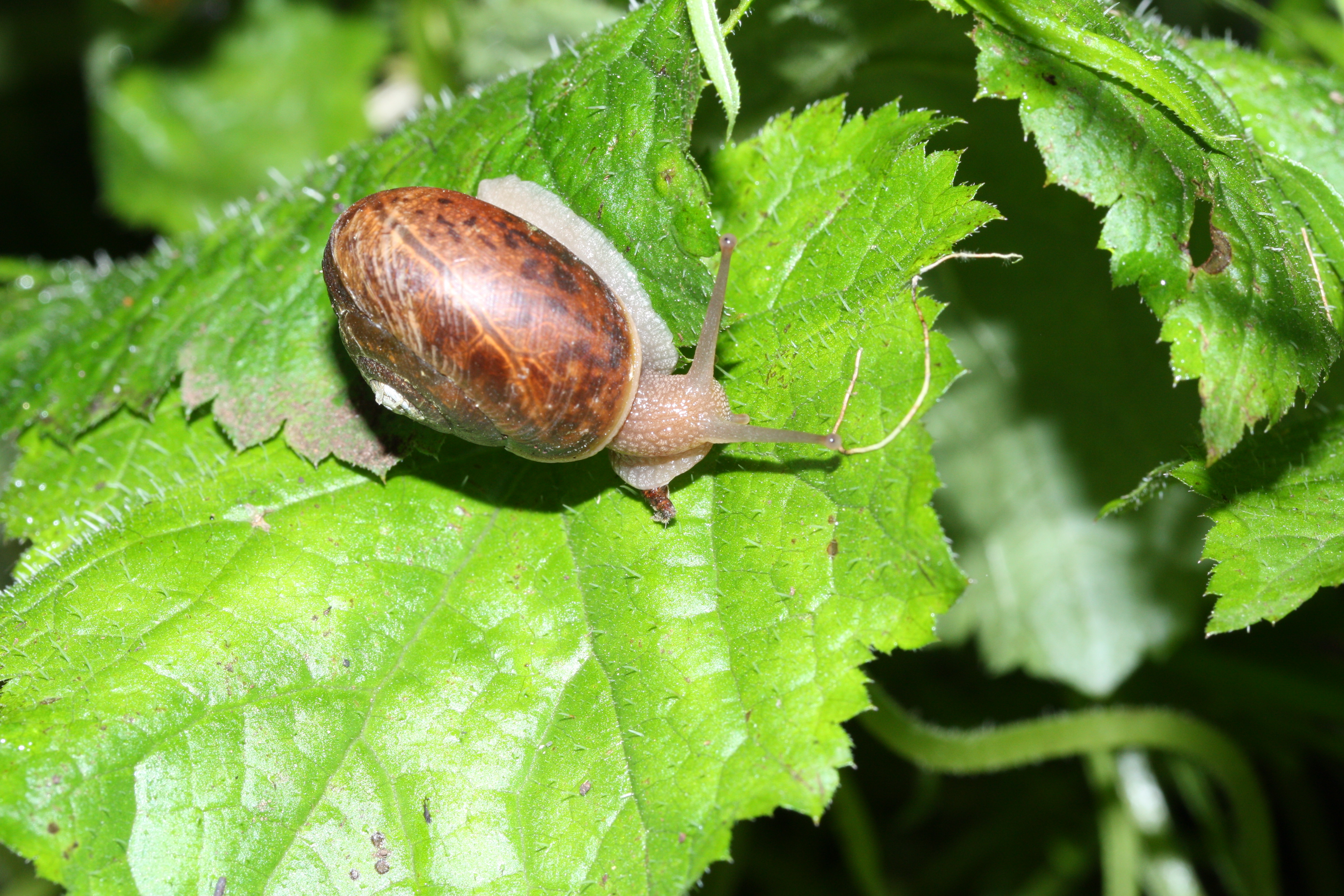
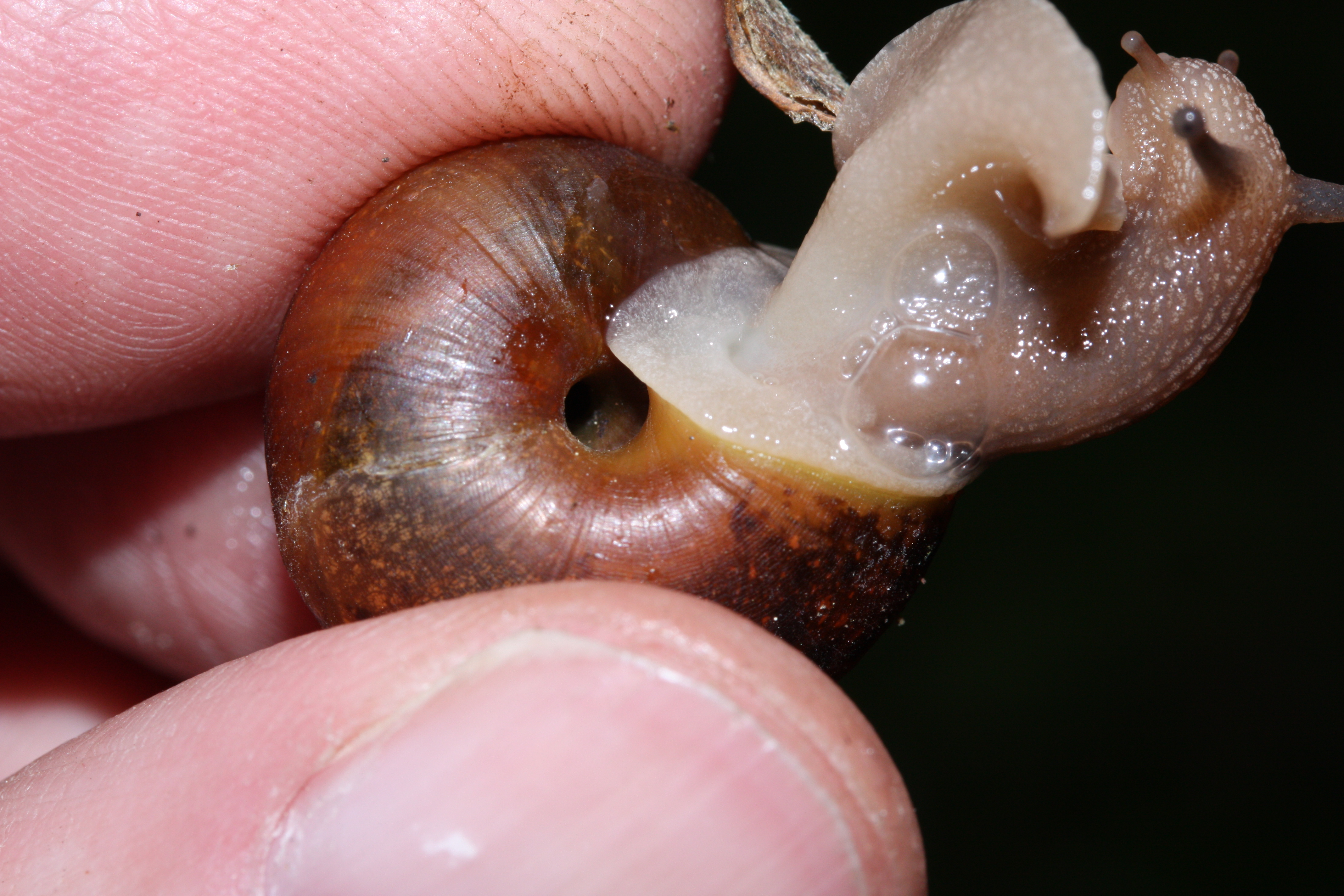
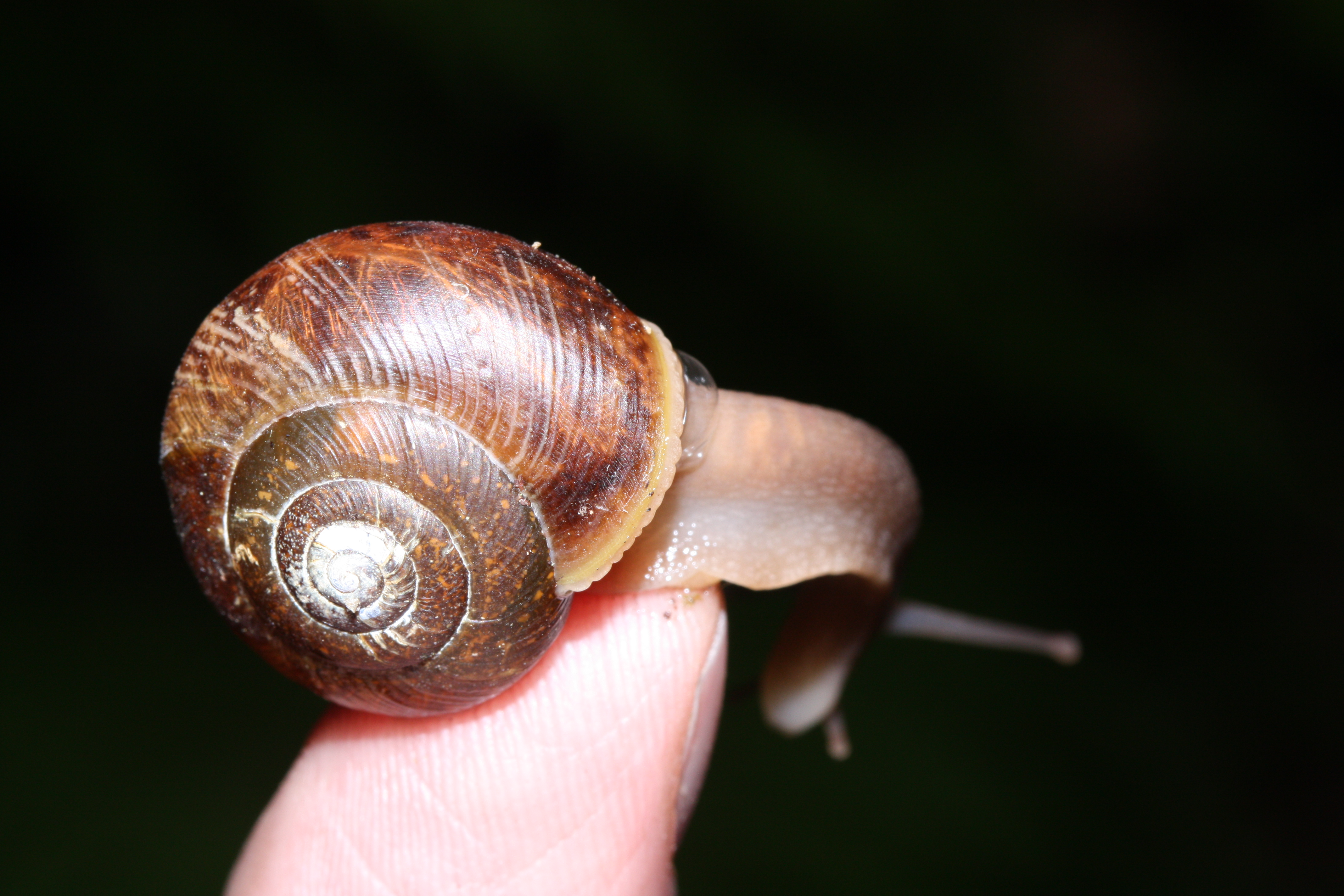
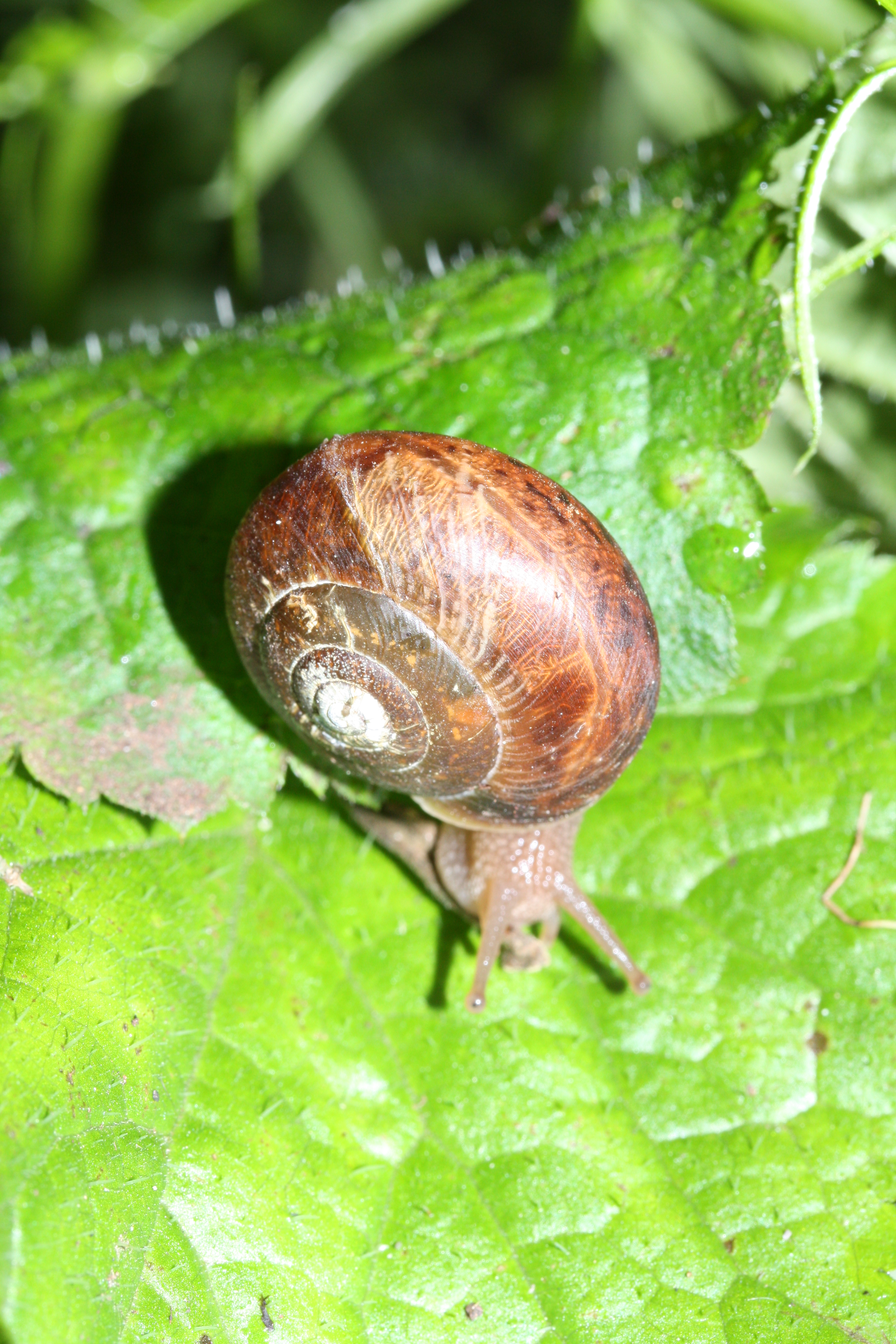
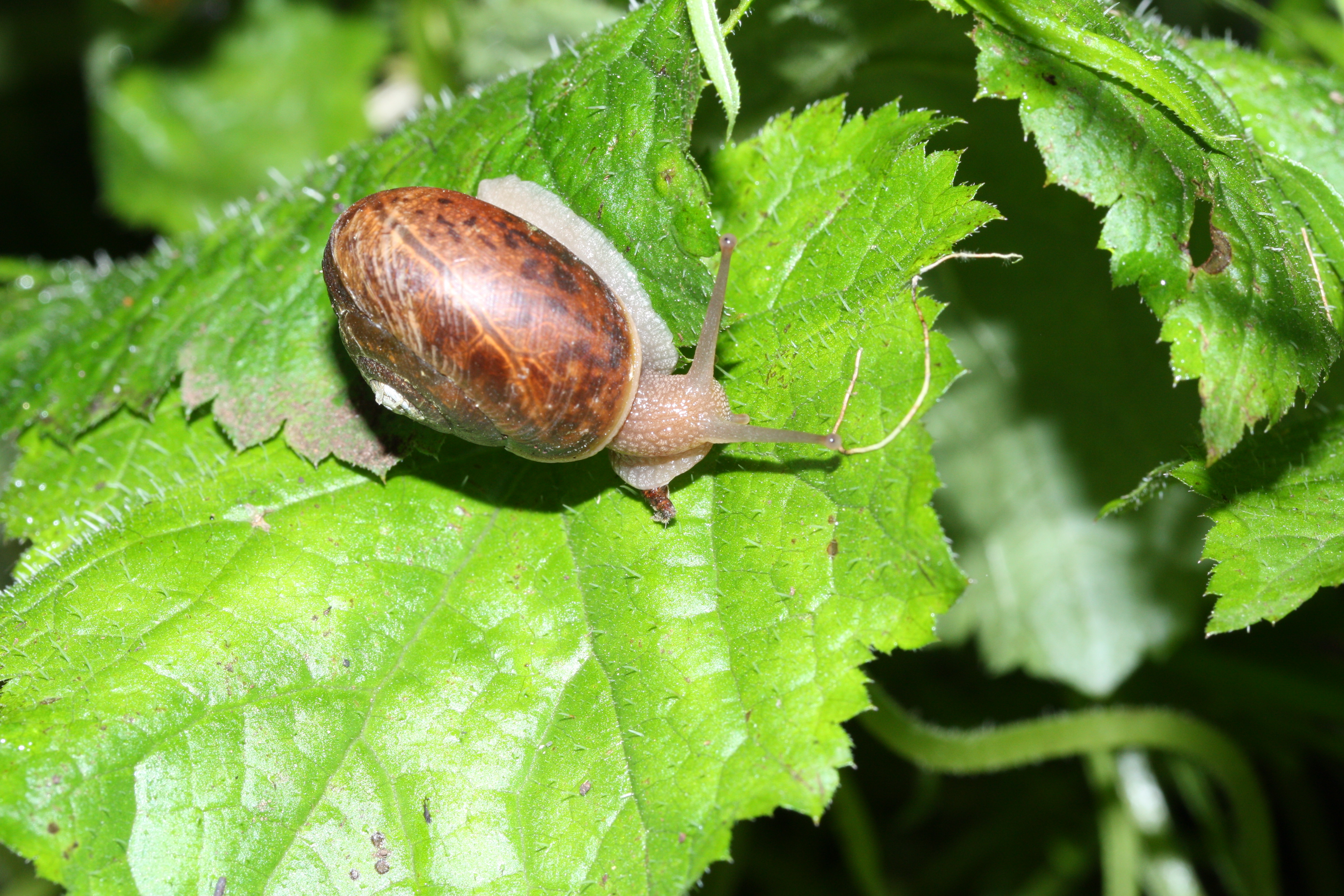